# Schlacht bei Bromberg
Racławice •
Warschauer Erhebung •
Wilnaer Erhebung •
Niemenczyn •
Polany •
Lipniszki •
Szczekociny •
Chełm •
Soły •
Kurlander Erhebung •
Gołków •
Raszyn •
Kolno •
Błonie •
Warschau (1) •
Sałaty •
Słonim •
Lubań •
Krupczyce •
Terespol •
Großpolnische Erhebung •
Łabiszyn •
Bydgoszcz •
Maciejowice •
Kobyłka •
Praga •
Warschau (2)
Die Schlacht bei Bromberg (polnisch Bitwa pod Bydgoszczą) fand am 2. Oktober 1794 während des Kościuszko-Aufstands statt.
Bei seinem Vormarsch Richtung Großpolen sammelte Generalmajor Dąbrowski seine Truppen in der Nähe der Stadt Gnesen, insgesamt ca. 7.000 meist junge und unerfahrene Soldaten. Um den Kontakt zu den Truppen, die im Hinterland geblieben waren, nicht zu verlieren, beschloss er die preußische Garnison in Inowrazlaw anzugreifen. In der Nacht vom 29. September zum 30. September erreichten die Aufständischen die kleine Stadt Łabiszyn, wo sie von den Preußen unter Oberst Székely angegriffen wurden. Der Angriff wurde zurückgeschlagen und die Preußen begannen mit dem Rückzug nach Bromberg. Die preußischen Truppen stellten sich auf dem linken Brahe-Ufer auf, nur die Nachhut blieb auf dem rechten Ufer in Bromberg. Die Polen, die in der Nacht vom 1. Oktober zum 2. Oktober bei Bromberg angekommen waren, griffen die Nachhut an; bei dem Versuch, seinen Truppen zur Hilfe zu kommen, wurde Oberst Székely tödlich verwundet. Die preußischen Truppen begannen mit dem Rückzug in Richtung Świecie, die polnische Kavallerie verfolgte sie bis Fordon.
Bei der Schlacht kamen 100 Preußen ums Leben, 400 wurden gefangen genommen. Die Polen verloren 25 ihrer Soldaten, 30 wurden verwundet.